# Clemens Alexander Wimmer

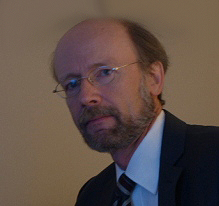
Clemens Alexander Wimmer, 2013

Clemens Alexander Wimmer (* 1959 in Berlin) ist ein deutscher Gartenhistoriker, Gartenplaner, Autor und Maler. Sein botanisches Autorenkürzel lautet C.A.Wimm.

## Leben
Wimmer ist der Sohn eines Künstlerehepaars. Er studierte von 1977 bis 1982 an der Technischen Universität Berlin, wurde 1984 bei Dieter Hennebo an der Universität Hannover promoviert und habilitierte sich 2001 an der TU Berlin im Fach Gartendenkmalpflege.
Seit 1984 ist er freischaffend tätig. In der Bücherei des Deutschen Gartenbaues e. V. wirkt er seit 1990 ehrenamtlich.

## Werk
Wimmer verbindet die traditionelle, kunsthistorisch ausgerichtete Gartengeschichtsschreibung mit Personalgeschichte und besonders mit der Geschichte der Pflanzen als den Hauptelementen des Gartens. Die Geschichte der Pflanzeneinführung, -verbreitung und -verwendung machte er zu einem Mittelpunkt seiner Arbeit. In den letzten Jahren widmete er sich verstärkt der Geschichte des praktischen Gartenbaus, der Firmengeschichte und der Staudenzüchtung.
Wimmer erarbeitete zahlreiche Gutachten und Planungen für historische Gärten wie den Schlossgarten Charlottenburg, den Schlosspark Bellevue, den Schwetzinger Schlosspark, den Schlosspark Rheinsberg, den Greizer Park, den Schlosspark Schönhausen, den Schlosspark Königs Wusterhausen, den Berliner Lustgarten, den Gutspark Alt Madlitz, den Gutspark Meseberg und den Weingutspark Mathildenhof in Nierstein.
Ein weiterer Schwerpunkt seiner Arbeit ist die Bibliographie und Geschichte gärtnerischer Publikationen. In der Bücherei des Deutschen Gartenbaues e. V., der größten gartenbaulichen Fachbibliothek im deutschen Sprachraum, wirkt er beim Ausbau der Bestände mit.
In seinen Entwürfen bevorzugt er eine feste bauliche Formgebung, die mit einer variablen Bepflanzung im Dialog steht. Besonderen Wert legt er auf die Arbeit mit dem vorgefundenen Bestand und Material. In der Gartendenkmalpflege steht er für die Gründlichkeit der Forschung und möglichste Bestandserhaltung ein, lehnt aber dogmatische Vorgehensweisen ab und plädiert für individuelle, auf den jeweiligen Fall zugeschnittene Lösungen.
Seine Ölgemälde zeigen meist elementare Landschaften im Zustand vor menschlichen Eingriffen oder solche, die vom Menschen wieder verlassen wurden und sind als eine Form der Zivilisationskritik zu verstehen. Besonders interessiert ihn das abstrakte Formen- und Farbenspiel von Gestein, Wasser und Wolken.

## Ausgeführte planerische Werke
- Schlossgarten Charlottenburg, Luiseninsel (Rekonstruktion), 1989
- Hof und Garten Dr. Hübner, Potsdam, 1993
- Gartenhof v. Kieseritzky, Berlin, 1995
- Schlosspark Alt-Madlitz (Wiederherstellung), 1995
- Garten Berdel (Terrasse), Berlin, 1998
- Garten Dr. Wimmer, Potsdam, 1999
- Schlosspark Königs Wusterhausen (Rekonstruktion), 2000
- Vorgarten Dr. Rheinheimer, Potsdam, 2000
- Schlossgarten Meseberg (Neuanlage), 2004–2006 (mit Ragnhild Kober-Carrière)

## Publikationen (Auswahl)

### Herausgeberschaft
- Herausgeber der Zeitschrift Zandera: Mitteilungen aus der Deutschen Gartenbaubibliothek e. V. Berlin.
- Mitherausgeber der Zeitschrift Die Gartenkunst, seit 2015

### Monografien
- Pflastermosaike in Berlin (West). Berlin., TU, Dipl. Arb., 1982
- Die Gärten des Charlottenburger Schlosses. Hrsg. v. d. Senatsverwaltung für Stadtentwicklung und Umweltschutz. Berlin 1985. – 103 S.: Ill.
- Sichtachsen in Berlin und Umgebung: Zeugnisse fürstlicher Weltanschauung, Kunst und Jägerlust. Berlin 1985. – 39 S.: Ill. (Berliner Hefte, 2)
- Details Altberliner Mietshäuser. Berlin: Bauverlag, 1986. 71 S.: Ill. (Berliner Hefte, 3)
- Parks und Gärten in Berlin und Potsdam Hrsg. anlässlich der Bundesgartenschau in Berlin 1985 Berlin: Nicolaische, 1985. – 188 S.: Ill.
- Geschichte der Gartentheorie. Darmstadt: Wissenschaftliche Buchgesellschaft 1989. – 485 S.: Ill.
- Senatsverwaltung f. Stadtentwicklung u. Umweltschutz Berlin (Hrsg.): Bestandskatalog der Berliner Pläne von Peter Joseph Lenné mit Anhang Bundesrepublik Deutschland und Österreich. Berlin: Kulturbuchverl., 1990 (Gartendenkmalpflege 5). – 80 S.: Ill. + 4 Tf.
- Whately, Thomas: Betrachtungen über das heutige Gartenwesen, durch Beyspiele erläutert. Rüsselsheim: Brün, 1992. – 348 S. (Quellen zur Kunst- u. Kulturgeschichte 4). Nachdruck d. Ausg. Leipzig: Junius, 1771 (Herausgeber)
- Der Skulpturenschmuck im Charlottenburger Schloßgarten. Berlin: Verwaltung d. Staatl. Schlösser u. Gärten, 1992. – 48 S.: Ill.
- Die Preußischen Hofgärtner. Potsdam: Preuß. Schlösser u. Gärten. 1996. – 71 S.: Ill. + 1 Tf.
- Peschel, Johann: Garten Ordnung/Darinnen ordentliche Warhaftige Beschreibung/ wie man aus rechtem grund der Geometria einen nützlichen vnd zierlichen Garten ... anrichten sol. Neudr. d. Ausg., Leipzig 1597. Nördlingen: Uhl, 2000. – 23 S., 138 Bl.: Ill. (Herausgeber)
- Das Lustschloss Bornim und seine Gartenanlage. Potsdam: Klaus Broschke [Potsdamer Str. 94], 2001. – 68 S.: Ill. (mit Klaus Broschke)
- Bäume und Sträucher in historischen Gärten Gehölzverwendung in Geschichte und Denkmalpflege. Dresden: Verlag der Kunst, 2001. – 256 S.
- Kirschen für den König. Potsdam: vacat, 2001. – 96 S.: Ill. (mit Marina Heilmeyer et al.)
- Äpfel für das Volk. Potsdam: vacat, 2002. – 100 S.: Ill. (mit Marina Heilmeyer et al.)
- Die Melonen der Monarchen. Potsdam: vacat, 2003. – 104 S.: Ill. (mit Marina Heilmeyer et al.)
- Geschichte und Verwendung alter Obstsorten. Berlin: DGGL, 2003. – 179 S.: Ill.
- Bibliographie der vor 1750 erschienenen deutschen Gartenbücher Hrsg. von der Bücherei des Deutschen Gartenbaues e. V. Nördlingen: Uhl, 2003. 280 S.: Ill. (mit Iris Lauterbach)
- Der Potsdamer Lustgarten. Hrsg. von der Stiftung Preußische Schlösser und Gärten Berlin-Brandenburg. Berlin: Edition Hentrich 2004. 90 S.: Ill.
- Beste Birnen bei Hofe. Potsdam: vacat, 2004. – 104 S.: Ill. (mit Marina Heilmeyer et al.)
- Der Schloßgarten Bellevue in Berlin. Berlin 2006. – 142 S.: Ill. (Mitteilungen der Pückler-Gesellschaft 21)
- Erdbeeren für Prinzessinnen. Potsdam: vacat, 2008. 103 S.: Ill. (mit Marina Heilmeyer et al.)
- Hippe, Krail und Rasenpatsche: zur Geschichte der Gartenwerkzeuge. Weimar: vdg, 2011. – 245 S.: Ill.
- René Rapin: Die Gärten, ein Gedicht in vier Büchern. Weimar: vdg, 2013 (Herausgeber)
- Lustwald, Beet und Rosenhügel: Geschichte der Pflanzenverwendung in der Gartenkunst. Weimar: vdg, 2014. – 231 S.: Ill. – ISBN 978-3-89739-749-1
- Geschichte der Gartenkultur. Berlin: L&H, 2015. – 288 S.: Ill. (Hauptautor, Redakteur) ISBN 978-3-939629-35-1
- Der Gartenkünstler Peter Joseph Lenné: Eine Karriere am preußischen Hof. Darmstadt: Schneider, 2016 [2015]. 226 S., 16 Tf. – ISBN 978-3-650-40129-8